# ویکتور ده لا پارته
ویکتور ده لا پارته (اسپانیایی: Víctor de la Parte‎؛ زادهٔ ۲۲ ژوئن ۱۹۸۶) دوچرخه‌سوار اهل اسپانیا است.
از باشگاه‌هایی که در آن رکاب زده‌است می‌توان به سی‌سی‌سی–اسپراندی–پولکوویتسه، تیم موویستار، و کاخا رورال-سگوروس رخا اشاره کرد.